# 圓廬
孙科公馆旧址，又称圆庐，位于中华人民共和国重庆市渝中区嘉陵新村189號，建于民国二十八年（1939年），原为国民政府立法院院长孙科的公馆，由建筑师杨廷宝设计。圆庐坐西向东，建筑面积419平方米，砖木结构，地上两层，采用圆形平面布局，由内外两个同心圆构成，外圆直径17.4米，建筑通高10.4米。内部空间以中央圆形大厅为核心，周围环绕扇形房间。1986年修缮。1987年1月23日列為重慶市第二批市級文物保護單位初定名單。现为未定级不可移动文物。